# Carex semihyalofructa
Carex semihyalofructa là một loài thực vật có hoa trong họ Cói. Loài này được Tak.Shimizu mô tả khoa học đầu tiên năm 2005.